# 石見町女児殺人事件
石見町女児殺人事件（いわみちょうじょじさつじんじけん）は、1981年（昭和56年）7月16日深夜から翌17日早朝にかけて島根県邑智郡石見町（現邑南町）で発生した強姦殺人事件である。
のちに被疑者として起訴された男性が無罪判決を受け、冤罪事件となった。

## 概要
1981年（昭和56年）7月16日深夜、島根県邑智郡石見町のドライブインから経営者の娘（当時6歳）が姿を消した。ドライブインは経営者の自宅も兼ねていたが、女児が寝ていた寝室の窓が動かされた形跡があり、庭には足跡があった。翌日から近隣住民たちによって行われた捜索の結果、ドライブイン裏手の山中の林から女児の遺体が発見された。遺体は処女膜が損傷していたが、体内から精液は発見されなかった。さらに遺体には溺水の跡があったが、司法解剖の結果によると死因は頸部を紐状のもので絞められたことだった。
同日、現場の足跡と靴が一致した町内の塗装工見習いの男性（当時38歳）が警察署に任意同行され、女児殺害の被疑者として取調べを受けた。男性は女児の失踪後にドライブイン近くのガソリンスタンドで眠っているところを女児の家族に目撃されており、翌日の捜索にも加わっていた。男性は当初の調べに対し「酔っぱらっていて記憶がない」と供述していたが、事件から2日後の18日夜に女児を強姦し殺害したことを自供し緊急逮捕された。

## 裁判
自供によると、男性は被害者宅から女児を連れ出すも抵抗されたため近くの側溝で窒息させ、その後女児を抱えて山を登り、山中で姦淫を試みたが挿入できなかったため手淫した。そして犯行の発覚を防ぐため付近に自生していた山芋の蔓で女児を絞殺したという。
しかし同年9月29日から松江地裁刑事部で開始された審理において男性は自白を撤回、「事件当夜は大量に飲酒しており記憶がない」と再び主張して事実関係を争った。
検察側は男性が詳細な自供を進んで行っていることを証拠としたが、物証は乏しかった。現場からは男性の指紋も精液も検出されず、通常は射精後に肌着に附着するはずの精液痕も男性のブリーフにはなかった。さらに弁護側は当夜泥酔状態にあった男性が女児を抱えて急な山道を登ることは不可能であったと主張した。
弁護側が提出した精神鑑定の結果では、男性には小児性愛の傾向は認められず、また事件当夜は大量（日本酒180cc、ビール大瓶2本 中瓶8本、焼酎少量、ウイスキー少量）に飲酒しており急性アルコール中毒による記憶欠損状態だったとされた。
裁判は長期化し、その争点は自白の信用性に収束した。事件から8年以上が経過した1990年3月15日、須田贒裁判長は男性の自白について、異様に詳細な反面で変遷が多く捜査官の誘導が疑われ、客観的証拠との矛盾があり秘密の暴露もないとして自白の信用性を否定。現場の足跡についても、男性が以前からドライブインに来店しており、事件当夜も酩酊状態で現場を徘徊した可能性があるとして決定的な証拠ではないとし、男性に無罪を言い渡した。検察側は控訴せず、その後無罪が確定した。